# Гольмиевая лазерная энуклеация предстательной железы
Го́льмиевая лазерная энуклеация предстательной железы — это метод лечения доброкачественной гиперплазии предстательной железы, в основе которого лежит удаление гиперплазированной ткани с помощью лазерного излучения, формируемого кристаллом гольмия. Ткань железы не резецируется (отсекается маленькими частями), а удаляется по ходу анатомической капсулы предстательной железы.

## Истоки создания
Истоки создания работы гольмиевого лазера была положена в лаборатории ЛИТМО, под руководством проф. Альтшулера Г. Б.. На протяжении 1980—1983 годов проводились опытные работы по воздействию лазера данной волны на живые ткани. По результатом очень долгих экспериментов с учётом требований Минздрава РФ, был создан прибор, который отвечал всем требованиям. Луч лазера был введен в оптическое волокно(т. н. лазерный скальпель). Первые образцы были предоставлены в центральные гинекологические, стоматологические, онкологические и клиники скорой медицинской помощи в Санкт Петербурге. Также были размещены аппараты специального характера в клиниках лицевой хирургии. Результат — превзошел ожидания. Особо данный прибор показал себя при полостных операциях — швы без абсцесса, 100 % заживляемость в течение 2-3 дней. Управление данным лазером был разработан в РФ в лаборатории ЛИТМО благодаря развивающемуся в то время компьютерному обеспечению. Данная специализированная лаборатория с периодичностью в полгода, проводила международные конференции для информирования своих зарубежных коллег о своих достижениях в рамках практических работ в лазерной технике для людей, что вызывало огромный интерес у ведущих корпораций мира.

### Лазеры в медицине
В 80-х годах XX века начались разработки цветных лазеров для разрушения камней мочевого пузыря. И уже ближе к 90-м годам был разработан первый гольмиевый лазер. Он был создан Центре Фотомедицины Веллмана (Wellman center for photomedicine) при Massachusetts General Hospital (США).
Активным центром нового лазера, то есть веществом, на основе которого формировался лазерный луч, был кристалл гольмия. Благодаря ему изменилась длина волны лазера определяющая большинство его свойств. Главными особенностями нового лазера стали глубина поглощения и глубина видимого воздействия. Именно соотношение этих двух величин определяет безопасность лазера для пациента. Для гольмия это соотношение примерно равно единице, это значит, что лазерное излучение не проникает глубже зоны визуально изменённой ткани.
Первыми кто отметил перспективность новой технологии, были доктор Стивен Дретлер из Общеклинической больницы штата Массачусетс, изучавший применение лазеров в контактной литотрипсии, и доктор Джон Кабалин из Стэнфордского университета. Доктор Кабалин изучал воздействие различных видов лазера на ткани и установил, что гольмиевый лазер мощностью 50-80W безопасен, его применение не ведет к выраженной геморрагии и позволяет с легкостью останавливать интраоперационные кровотечения.

### Вклад новозеландских учёных
Появление новой технология вдохновило ученых многих стран возможности применения гольмиевого лазера. Первопроходцами в его применении стали ученые из Новой Зеландии Питер Гиллинг (Peter Gilling) и Марк Фраундорфер (Mark Fraundorfer) из клиники города Тауранга.

#### CELAP
В 1995 году они проводят первую в мире комбинированную эндоскопическую лазерную аблацию простаты или CELAP (Combined Endoscopic Laser Ablation of the Prostate). Особенностью этой операции было то, что ткани гиперплазии отсекались неодимовым лазером, после чего гольмиевым лазером обрабатывались чувствительные к воздействиям шейка мочевого пузыря и ложе простаты.
Подобного рода комбинирование было крайне важно, ведь излучение неодимового лазера проникало в ткани на большую глубину и часто повреждало здоровую ткань. Гольмиевый лазер был лишен этого недостатка и мог эффективно применяться для тонкой работы, контроля гемостаза и окончательного удаления аденоматозных тканей.
Первые проведенные CELAP показали, что гольмиевый лазер высокоэффективен при остановке кровотечения, и безопасен даже для высокочувствительных тканей.

#### HoLAP
Следующим шагом для группы доктора Гиллинга стал метод HoLAP (Holmium Laser Ablation of the Prostate) — гольмиевая лазерная аблация простаты, или фактически испарение простатической ткани лазером. Авторы отметили улучшение почти в два раза по анкете IPSS (Международная система суммарной оценки заболеваний предстательной железы), значительное ускорение максимальной скорости потока мочи. К тому же, почти в десять раз сократилась вероятность осложнений, и если после CELAP (комбинированной операции) повторная установка катетера в послеоперационном периоде была необходима девяти пациентам, то после гольмиевой аблации она была необходима лишь одному.
Несмотря на очевидные преимущества HoLAP перед имеющимися методами, она занимала значительно больше времени и это послужило причиной дальнейших изысканий по совершенствованию гольмиевого лазера и вариантам его применения.

#### HoLRP
В 1996 году, той же исследовательской группой под руководством доктора Гиллинга была описана методика HoLRP (Holmium Laser Resection of the Prostate) — гольмиевая резекция простаты. Лазерным лучом как петлей при трансуретральной резекции простаты ткань аденомы срезалась небольшими частями, сама методика была очень схожа с ТУР предстательной железы. Так способом удалялась примерно одна третья объёма тканей железы, остальная её часть выпаривалась лазером. Именно это было серьезным минусом процедуры, ведь многие ткани не подвергались гистологическому исследованию. Среди прочих минусов метода была его увеличенная в сравнении с ТУР длительность.
Новая эра в применении гольмиевого лазера наступила с изобретением морцеллятора — впервые он был использован в 1996 году в США гинекологами для удаления объёмных соединительнотканных образований из брюшной полости. Технология морцелляции была с восторгом встречена в медицинском мире и сразу же была применена доктором Гиллингом. Из-за возможности удалять значительные объёмы ткани с помощью морцеллятора стало возможно применение принципиально новой методики, основательно изменившей подход к хирургическому лечению аденомы.

#### Современность. HoLEP
Методика HoLEP описанная Гиллингом ещё в 1996 году, была модифицирована так как появилась возможность проводить анатомически обоснованное вылущивание долей аденомы — энуклеацию. Энуклеированные части смещались в мочевой пузырь, откуда удалялась морцеллятором. Так появилась HoLEP (Holmium Laser Enucleation of the Prostate) — гольмиевая лазерная энуклеация. Методика HoLEP была анатомически правильной позволяя выделять всю гиперплазированную ткань железы, наподобие того как она выделялась при открытой аденомэктомии, применяя эндоскоп на манер пальца вылущивающего простату. При это риск повреждения простатической капсулы был минимальным. Благодаря такому инновационному подходу значительно сократилось время процедуры, и остальным особенностям энуклеация могла применяться для простаты любого размера.

## Лазерная энуклеация простаты. Методика выполнения

### Энуклеация
Сама методика состоит из ряда простых шагов.
Первый шаг — эндоскоп с укрепленным на конце лазерным волокном вводится в мочевой пузырь. Кончик волокна зафиксирован на конце эндоскопа. Все это позволяет освободить руки хирурга от необходимости удерживать лазерное волокно.
Второй шаг — начало выделения железы — совершаются надрезы на шейке мочевого пузыря. идущие через всю толщу аденоматозной ткани до достижения простатической капсулы — по направлению к семенному бугорку. По мере приближения к хирургической капсуле надрезы расширяются, чтобы энуклеировать среднюю долю железы в мочевой пузырь. Начиная с дистального конца средняя доля тупым методом отделяется с капсулы. Закончив выделение средней доли, её, клювом эндоскопа сталкивают в мочевой пузырь.
Третий шаг — удаление боковых (латеральных) долей. Они удаляются по одной за раз, с помощью проведения надрезов лазером с позиций в 11 (правая) и 5 (левая) часов условного циферблата.

### Коагуляция — остановка кровотечения
При использовании гольмиевого лазера почти нулевая вероятность возникновеня серьезного крвотечения, тем не менее перед морцелляцией необходимо скоагулировать все кровоточащие сосуды, даже если характер кровотечения незначительный. Коагуляция достигается благодаря распределению лазерной энергии путём отведения лазерного волокна.

### Морцелляция тканей
Морцелляция представляет собой процесс засасывания ткани кончиком тубуса специально сконструированного прибора, внутри которого находятся лопасти разрезающие ткань попавшую в тубус, таким образом возможно удалять крупные соединительно-тканные образования.

### Послеоперационный период
Подключение промывной системы к уретральному катетеру осуществляется в среднем на 4-12 часов. Уретральный катетер удалялся в среднем через 48 часов.

## Результаты

### «Против»
1. Для освоения методики HoLEP требуется значительное количество времени, так как методика отличается от стандартной ТУР[15].
2. Увеличению времени затрачиваемого на операцию[1][14].

### «За»
1. HoLEP возможно применять при практически любом объёме простаты. К примеру, трансуретральная резекция предстательной железы может применяться при объёме предстательной железы не более 90 см3 . HoLEP возможно выполнять при объёме простаты даже свыше 200 см3[1].
2. Быстрее восстановление и короче срок лечения. В среднем 2-3 дня, при том что при ТУР срок в среднем 5 дней, при открытой операции около 7 дней[14].
3. Из всех имеющихся методов лечения, HoLEP позволяет наиболее щадящим образом удалить аденому и тем самым избежать эректильной дисфункции[15].
4. Риск послеоперационных осложнений значительно ниже после проведения HoLEP, что было подтверждено крупными исследованиями и мета-анализами[1][14].
5. Вероятностью рецидива после энуклеации гольмиевым лазером не более 2 %[1][14].